# Тарловски де Ройсинблит, Роса
Роса Тарловски де Ройсинблит (исп. Rosa Tarlovsky de Roisinblit, род. 15 августа 1919, Мойсес-Виль, Аргентина) — аргентинская правозащитница, вице-президент и член-основательница организации «Бабушки площади Мая». Она родилась в сельской местности провинции Санта-Фе в семье фермера и владельца ранчо, пострадавшего от последствий Великой депрессии. Получив начальное образование, она перебралась в город Росарио, чтобы изучать там акушерство. Впоследствии Тарловски трудилась на медицинском факультете местного университета (до 1944 года).
6 октября 1978 года её дочь Патрисия Хулия Ройсинблит, находившаяся на восьмом месяце беременности, была похищена вместе со своим мужем Хосе Мануэлем Пересом Рохо специальной группой ВВС Аргентины. Оба задержанных были членами левоперонистской партизанской организации Монтонерос. Предположительно, оба они были убиты в рамках беззаконных репрессий, имевших место в Аргентине во время так называемого Процесса национальной реорганизации, проводившегося военной диктатурой. Внук Росы Тарловски, родившийся в заключении 15 ноября того же года, был отдан гражданскому служащему ВВС Франсиско Гомесу и его жене, который воспитывался ими как свой собственный. О его судьбе стало широко известно лишь в 2000 году.
В 2008 году Роса Тарловски была удостоена звания почётного гражданина Буэнос-Айреса.
В сентябре 2016 года Омар Граффинья, командующий ВВС во время похищения дочери Тарловски, и глава региональной разведки ВВС Буэнос-Айреса (RIBA) Луис Трильо были приговорены в Аргентине к 25 годам тюремного заключения в том числе и за похищение и пытки дочери Тарловски и её мужа. Гомес, которому отдали ребёнка Патрисии, был заключён в тюрьму на 12 лет. Перед вынесением приговора Граффинья не говорил о своих преступлениях, но сказал, что в последние шесть лет своего нахождения у власти вёл себя исключительно профессионально.
В августе 2019 года Росе Тарловски исполнилось 100 лет.